# Bergdietikon
Bergdietikon (schweizertyska: Bärgdietike) är en ort och kommun i distriktet Baden i kantonen Aargau, Schweiz. Kommunen har 2 946 invånare (2023).